# فاسيناسا

مقاطعة أفريكا (125 م)

فاسيناسا (Vassinassa) كانت مدينة رومانية – بربرية قديمة في مقاطعة من بيزاسينا. الموقع الدقيق للبلدة غير معروف على وجه اليقين، لكنه كان في شمال تونس.

## أسقفية
فاسيناسا كانت مقر أبرشية قديمة، والتي لا تزال رؤية فخرية للكنيسة الكاثوليكية الرومانية تسمى أبرشية تيغوالنسيس. يتم تذكر المقعد من قبل القائمة الأسقفية بيزاسينا من 484، لكنه لا يشير إلى اسم الأسقف.
واليوم، يبقى أسقف فاسيناسا أسقفًا فخريًّا والذي يشغله حاليا هو بوغدان جوزيف فوجت من غنيزنو. من الكنيسة الكاثوليكية الرومانية.

### الأساقفة
- تشارلز أوجين بارنت (25 فبراير 1967 - 26 نوفمبر 1970)
- ليون أوجين إيميل فرنسوا التاسع عشر (27 نوفمبر 1972 - 27 يونيو 1973)
- روبرت بيار سارابير (7 نوفمبر 1974 - 25 أبريل 1978)
- بوغدان جوزيف فوجت، من 24 سبتمبر 1988